# Пітер Мерфі (футболіст)
Пітер Мерфі (англ. Peter Murphy; 7 березня 1922, Гартлпул, Північно-Східна Англія, Англія — 7 квітня 1975, Гартлпул, Англія) — англійський футболіст, центральний нападник. Виступав за клуби «Ковентрі Сіті», «Тоттенгем Готспур» та «Бірмінгем Сіті».

## Кар'єра
Мерфі народився в місті Гартлпулі, Північно-Східної Англії, але коли йому було чотири роки переїхав до Ковентрі зі своєю родиною. Він почав грати в молодіжних командах клубів «Ковентрі Сіті» та «Бірмінгем Сіті», потім його кар'єра була перервана у зв'язку з початком Другої світової війни. Він почав грати в основному складі «Ковентрі Сіті» з травня 1946 року у віці 24 років. За чотири сезони, проведених у команді, він зіграв понад 100 матчів і забив понад 30 голів.
Менеджер «Тоттенгем Готспур» Артур Роу взяв його в команду, в червні 1950 року, де він почав грати на позиції центрального нападаючого. У складі «шпор» Мерфі зіграв 38 матчів та забив 14 голів, а також став переможцем Першої ліги Англії у сезоні 1950/51.
У «Бірмінгемі» він був одним із лідерів команди. Тричі був найкращим бомбардиром команди у сезонах 1952/53, 1954/55 та 1957/58. Так само у 7 матчах у розіграші Кубка УЄФА, Мерфі забив чотири голи. У сезоні 1954/55 став чемпіоном Другої ліги Англії, а також разом з командою ставав фіналістом Кубка Англії в сезоні 1955/56 і Кубку ярмарків у сезоні 1959/60. Загалом у складі «синіх» Мерфі зіграв понад 200 матчів і забив трохи більше 105 м'ячів.
За свою професійну кар'єру він забив 158 голів у 400 матчах. Для «Бірмінгема» його рекорд був 127 голів у 278 іграх у всіх змаганнях, тим самим він посідає третє місце в історії команди, випереджають його Джо Бредфорд і Тревор Френсіс.
Мерфі помер у 1975 році у віці 53 років.

## Титули і досягнення

### Клубні
- Чемпіон Першої ліги Англії (1951)
- Чемпіон Другої ліги Англії (1955)
- Фіналіст Кубка Англії (1956)
- Фіналіст Кубка ярмарків (1960)

### Особисті
- Найкращий бомбардир Кубка УЄФА (4 голи, 1957/58)[4]